# 기이우라가미역
기이우라가미역(일본어: 紀伊浦上駅, きいうらがみえき)은 일본 와카야마현 히가시무로군 나치카쓰우라정에 있는, 서일본 여객철도의 철도역이다. 기세이 본선이 지나가며, 기노쿠니 선 소속 열차들을 이용할 수 있다.

## 역 구조
섬식 1면 2선 구조의 지상역이다. 역사는 선로 남쪽에 있으며, 승강장과는 건널목으로 이어져 있다. 신구역이 관리하는 무인역이다.

### 승강장
| 1 | ■ 기노쿠니 선 | 구시모토 · 기이타나베 · 와카야마 방면 |
| 2 | ■ 기노쿠니 선 | 기이카쓰우라 · 신구 방면              |

## 역세권 정보
- 국도 제42호선

## 역사
- 1936년 12월 11일 - 일본국유철도의 역으로 개업하였다.
- 1987년 4월 1일 - 민영화에 따라 서일본 여객철도의 소속이 되었다.

## 인접역
| 서일본 여객철도 기세이 본선 | 서일본 여객철도 기세이 본선 | 서일본 여객철도 기세이 본선 |
| --------------------------- | --------------------------- | --------------------------- |
| 시모사토 신구 방면          | ■ 기노쿠니 선 보통          | 기이타하라 와카야마 방면    |